# 亞積邦租賃
亞積邦租賃控股有限公司，簡稱亞積邦租賃控股和亞積邦租賃（英語：AP RENTALS HOLDINGS LIMITED，港交所：1496），在2004年，由主席及行政總裁劉邦成和配偶陳潔梅，在總部香港成立「亞積邦建機租賃及工程有限公司」，業務在全球經營為建造業有關設備租賃之解決方案及增值服務。
股份在2016年4月8日於港交所主板上市。全球發售股份數目為1.512億股，招股定價為0.75港元，集資額為1.13億港元。

## 連結
- aprentalshk.com